# Choerades rufipes
Choerades rufipes là một loài ruồi trong họ Asilidae. Choerades rufipes được Fallén miêu tả năm 1814. Loài này phân bố ở vùng Cổ Bắc giới.